# Вёревка
Вёревка, Верёво — река в России, протекает по Гатчинскому району Ленинградской области. Устье реки находится в 58 км от истока по левому берегу реки Ижора. Длина реки составляет 11 км, площадь водосборного бассейна 38 км².

## Данные водного реестра
По данным государственного водного реестра России относится к Балтийскому бассейновому округу, водохозяйственный участок реки — Нева, речной подбассейн реки — Нева и реки бассейна Ладожского озера (без подбассейна Свирь и Волхов, российская часть бассейнов). Относится к речному бассейну реки Нева (включая бассейны рек Онежского и Ладожского озера).
Код объекта в государственном водном реестре — 01040300312102000008913.